# Geechee 200 1963
Geechee 200 1963 var ett stockcarlopp ingående i Nascar Grand National Series (nuvarande Nascar Cup Series) som kördes 10 juli 1963 på den 0,5 mile (804,672 m) långa ovalbanan Savannah Speedway i Savannah i Georgia. Totalt avverkades 100 miles (160,934 km) fördelat på 200 varv. Banunderlaget var dirt. Loppet vanns av Ned Jarrett i en Ford på tiden 1:41.45 körande för Burton-Robinson. Jarretts snitthastighet uppgick till 59,622 mph. Prispotten uppgick till 4 225 dollar, varav 1 000 dollar gick till segraren.

## Resultat
| Plc     | Nr | Förare           | Team/ bilägare       | Konstruktör | Start | Varv | Ledda varv |
| ------- | -- | ---------------- | -------------------- | ----------- | ----- | ---- | ---------- |
| 1       | 11 | Ned Jarrett      | Burton-Robinson      | Ford        | 2     | 200  | 194        |
| 2       | 6  | David Pearson    | Owens Racing         | Dodge       | 5     | 200  | 0          |
| 3       | 57 | Jimmy Pardue     | Pete Stewart         | Pontiac     | 3     | 199  | 0          |
| 4       | 48 | Jack Smith       | Jack Smith           | Plymouth    | 4     | 199  | 0          |
| 5       | 19 | Cale Yarborough  | Herman Beam          | Ford        | 7     | 198  | 0          |
| 6       | 30 | LeeRoy Yarbrough | E.A. McQuaig         | Pontiac     | 6     | 197  | 0          |
| 7       | 09 | Larry Manning    | Bob Adams            | Chevrolet   | 10    | 194  | 0          |
| 8       | 62 | Curtis Crider    | Curtis Crider        | Mercury     | 12    | 193  | 0          |
| 9       | 87 | Buck Baker       | Buck Baker Racing    | Pontiac     | 11    | 190  | 0          |
| 10      | 86 | Neil Castles     | Buck Baker Racing    | Chrysler    | 13    | 187  | 0          |
| 11      | 68 | Ed Livingston    | Ed Livingston        | Ford        | 15    | 182  | 0          |
| 12      | 89 | Joel Davis       | Joel Davis           | Pontiac     | 14    | 174  | 0          |
| 13      | 34 | Wendell Scott    | Scott Racing         | Chevrolet   | 8     | 155  | 0          |
| 14      | 2  | Joe Weatherly    | Cliff Stewart Racing | Pontiac     | 9     | 157  | 0          |
| 15      | 42 | Richard Petty    | Petty Enterprises    | Plymouth    | 1     | 38   | 6          |
| Källor: |    |                  |                      |             |       |      |            |